# Довольно добрый человек
«Довольно добрый человек» (норв. En Ganske Snill Mann) — криминальная комедийная драма 2010 года режиссёра Ханса Петтера Муланда. Слоган фильма — «Насколько добрым он может быть?»

## Сюжет
Ульрик, отсидевший больше двенадцати лет за убийство любовника жены, выходит на свободу. Выйдя из тюрьмы, он хочет вернуться в семью, но бывшая жена не жаждет восстановления отношений. Взрослый сын обзавёлся собственной семьёй и скрывает от жены, что его отец сидел в тюрьме. Лучший друг-гангстер находит ему «уютное местечко» у знакомой, устраивает на работу в автосервис и ждёт от него выполнения его долга — замочить парня, который его заложил. Сложные отношения сразу с двумя женщинами — квартирной хозяйкой и коллегой в автосервисе, а также давление дружка-гангстера доставляют немало хлопот и заставляют о многом задуматься. Ульрик — добрый человек, но останется ли он добрым человеком до конца?

## В ролях
- Стеллан Скарсгард — Ульрик
- Бьёрн Флоберг — Руне Йенсен
- Ян Гуннар Рёйсе — Гейр
- Аксель Хенни — Сами
- Бьорн Ричард Сундквист — Свен

## Награды
- 2010 — премия «Аманда» лучшему актёру (Стеллан Скарсгард)
- 2010 — Приз жюри читателей «Берлинер моргенпост» Берлинского кинофестиваля